# بانكا
بانكا رمزها «BA» (بالإنجليزية: Banka)‏ ، هو تقسيم إداري لدولة الهند تتبع ولاية بيهار (بالإنجليزية: Bihar)‏ ، مركزها هو مدينة بانكا (بالإنجليزية: Banka)‏ عدد سكانها حسب تعداد سنة 2001 هو 2,029,339 ، مساحتها 3,018 كم² وكثافة السكان 672 لكل كم² .